# Chancho Va
 (août 2018).
Chancho Va est un groupe de rock argentin, originaire de Dorrego, dans la province de Mendoza. Le style musical du groupe se situe dans le dit rock urbain, un genre caractérisé par des bases rythmiques puissantes et des riffs de guitare distordus. La voix, énergique et plaintive, traite fortement de l'engagement social.

## Biographie

### Débuts

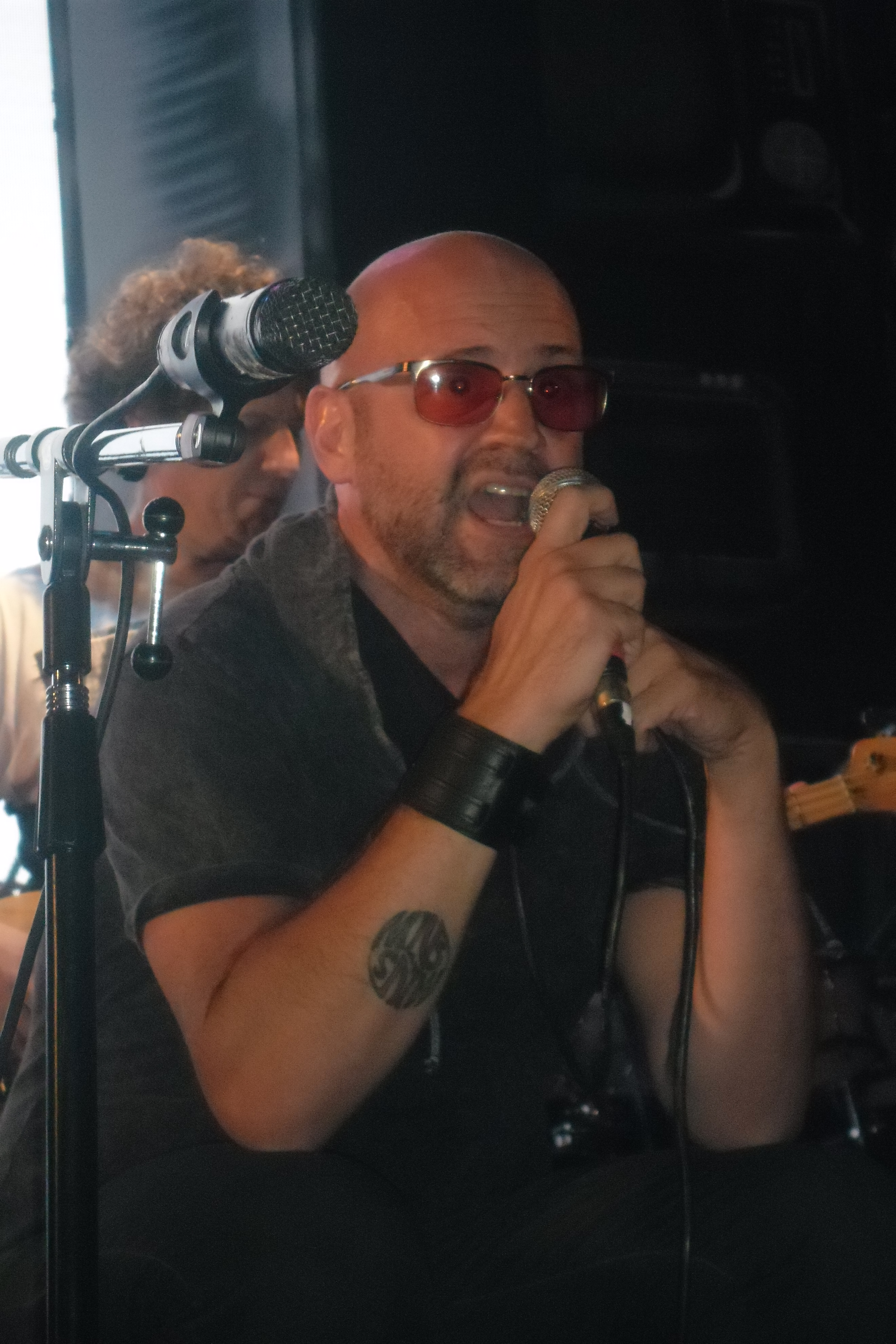
Leandro Vilariño (Canario), chanteur, guitariste et compositeur principal du groupe.

Originaire de la ville de Dorrego, Chancho Va fait ses débuts au début de l'année 2000, lorsque l'un de ses premiers membres, Leandro Vilariño, surnommé Canario (guitare et voix), Rubén Castagnolo (basse et chœurs) et Leonardo Grasetto (batterie) décident de jouer en trio. Le nom du groupe vient d'un jeu de cartes bien connu dans la province. C'est ainsi qu'ils commencent à jouer à différents endroits de leur ville. Pendant cette période, ils ouvrent pour des groupes comme El Otro Yo et Cabezones.
Après avoir enregistré une démo trois pistes, Chancho Va publie Parir la calle, son premier album, enregistré indépendamment en 2000. Ce morceau contient dix morceaux originaux, qui reflètent la proposition musicale du groupe. En novembre la même année, ils se rendent à Buenos Aires pour présenter leur style dans différents lieux. 

### Succès
En mai 2001, ils sont convoqués par le magazine Zero, pour enregistrer un album unplugged intitulé Sin alambres, pero con púa ; leur deuxième album. En décembre 2001, le groupe reçoit le prix Zero du « meilleur groupe de rock alternatif de la province », confirmant sa bonne répercussion dans les médias. En avril 2002, ils terminent le mixage audio du troisième album studio, simplement intitulé Chancho Va - 2002, tiré à seulement à 200 exemplaires, qu'ils épuisent pendant les mois suivants. La reprise du morceau de Tazas de té chino de Palo Pandolfo les amène à jouer en soutien aux groupes Don Cornelio y La Zona et Los Visitantes.
En 2004, Rodrigo Chaco García remplace Leonardo Grasetto à la batterie, et le percussionniste Chicho Rodríguez, quitte le groupe. Dans l'année, ils publient Hombre de plastilina, au label Pop Art Discos. La formation effectue plusieurs changements et intègre désormais Canario Vilariño, Jorge Sevilla, Carlos Beguerie, Rubén Castagnolo, et Rodrigo Chaco García.
L'album suivant du groupe, intitulé El Mono del rey, fait participer divers artistes, parmi eux le guitariste reconnu de Los Enanitos Verdes, Felipe Staiti.

### Nouveaux albums
En 2009, ils sortent un EP cinq pistes, Nueva media hora. Dans la même année, ils verront de nouveau des changements de formation avec le départ de Rubén Castagnolo (basse) et Carlos Beguerie (programmation).
« Deux de nos gars ont décidé de partir et nous avons senti que le projet ne tomberait pas, mais nous avons changé de direction. Bien sûr, nous continuerons en tant que Chancho Va et nous nous préparons pour nos prochains concerts », explique Leandro Vilariño. Avec l'arrivée de Nacho Muñoz à la basse, le groupe sort son septième album intitulé Aún ; qui contient dix morceaux et est enregistré entre novembre 2010 et mars 2011, publié la même année,.

### Pause et retour
En novembre 2017, le chanteur du groupe Leandro Vilariño annonce sur Facebook, qu'après une année d'absence sur scène, le groupe reviendra, mais avec une formation renouvelée, déjà sans la participation de Yoyo Sevilla, Nacho Muñoz et Rodrigo Chaco García. Ils sont remplacés par Rodrigo Perea (batterie), Guillermo Becerra (basse), et Guido Viola (guitare).

## Discographie
- 2000 : Parir la calle
- 2001 : Sin alambres, pero con púa (album live)
- 2002 : Chancho Va 2002
- 2005 : Hombre plastilina
- 2007 : El Mono del rey
- 2009 : Nueva media hora (EP)
- 2011 : Aún